# Kung Csia
Kung Csia (Kong Jia) a félig legendás Hszia (Xia)-dinasztia 14. uralkodója, aki a hagyomány szerint 31 évig (kb. i. e. 1879-1848) uralkodott.

## Származása, családja
Kung Csia (Kong Jia) Pu Csiang (Bu Jiang) fia, aki unokabátyja, Csin (Jin) halála után lépett trónra, és lett a Hszia (Xia)-dinasztia 14. uralkodója.

## Élete
Életéről, akárcsak a legtöbb Xia (Hszia) uralkodónak az életéről meglehetősen kevés információt tartalmaznak a források. A korai történeti művek általában csak szűkszavú, a legfontosabb eseményekre koncentráló, kronologikus felsorolást tartalmaznak. Kung Csia (Kong Jia) uralkodása idején a Bambusz-évkönyvek szerint a következők történtek:
- Uralkodása első évében a Nyugati-folyónál (Hsziho (Xihe) 西河) lakott. Megfosztotta hatalmától a nemesek egyikét, bizonyos Si-vej (Shiwei)t 豕韋, Liu Lej (Liu Lei)t pedig kinevezte „sárkányszelídítővé” (huan-lung (huanlong) 豢龍).[1]

- Uralkodása 3. évében a Tungjang (Dongyang)beli 東陽 Fu-hegyekben (Fusan (Fushan) 萯山) vadászott.[2]

- Uralkodása 5. évében megkomponálta a „Kelet dallamai” (Tung jin (Dong yin) 《東音》) című zeneművet.[3]

- Uralkodása 7. évében Liu Lej (Lei) 劉累 elvándorolt Lujang (Luyang)ba 魯陽.[4]

- Uralkodása 9. évében a vazallus Jin (Yin) 殷 állam Jin (Yin)ből 殷 visszaköltöztette a fővárosát Sangcsiu (Shangqiu)ba 商丘.[5]

A Bambusz-évkönyvek tömör, szűkszavú bejegyzéseit fejti ki valamelyest bővebben a nagy történetíró, Sze-ma Csien (Sima Qian) művében, a A történetíró feljegyzéseiben:

„Csin (Jin) császár halála után, Pu Csiang (Bu Jiang) fia, Kung Csia (Kong Jia) lépett trónra. Kung Csia (Kong Jia) igen csak vonzódott a természetfeletti dolgokhoz, s örömét lelte a kicsapongó, rendetlen tevékenységekben. Hszia-hou (Xiahou) nemzetség erénye hanyatlásnak indult, a fejedelmek pedig fellázadtak ellene.

Az Ég ekkor két sárkányt küldött, egy hímet és egy nőstényt. Kung Csia (Kong Jia) azonban sehogyan sem tudta őket megetetni, merthogy elveszítette a Huan-lung (Huanlong) („Sárkányszelídítő”) nemzetség (Huang-lung si (Huanlong shi) 豢龍氏) támogatását. Tao-tang (Taotang) nemzetsége már lehanyatlott, azonban egyik leszármazottja, bizonyos Liu Lej (Lei) eltanulta a
Huan-lung (Huanlong)éktól a sárkányidomítást, s ezért Kung Csia (Kong Jia) szolgálatába állt. Kung Csia (Kong Jia) a Jü-lung (Yulong) 御龍 („Sárkányhajcsár”) családnevet adományozta neki és (a kegyvesztett) Si-vej (Shiwei) 豕韋 örökébe léptette. Amikor a nőstény sárkány kimúlt, (Liu Lej (Lei)) feltálalta azt Hszia-hou (Xiahou)nak (ti. Kung Csia (Kong Jia)nak). Hszia-hou (Xiahou) azonban menesztett valakit hozzá, hogy számon kérje, ő pedig félve (a büntetéstől) elvándorolt.”